# Ptilocichla falcata
La ratina de Palawan (Ptilocichla falcata) es una especie de ave paseriforme de la familia Pellorneidae endémica del suroeste de Filipinas.

## Distribución y hábitat
Se encuentra únicamente en el subarchipíélago de Palawan. Su hábitat natural son los bosques húmedos tropicales de tierras bajas los pantanos. Está amenazada por la pérdida de hábitat.